# Tribunal de Comptes Europeu

Logotip del Tribunal de Comptes Europeu

El Tribunal de Comptes Europeu és una institució que comprova la legalitat i regularitat dels ingressos i despeses de la Unió Europea (UE), així com la seva bona gestió financera.
Té la seu central a la ciutat de Luxemburg.

## Història
Aquesta institució fou creada amb la signatura del Tractat pressupostari de l'any 1975, iniciant les seves activitats el 18 d'octubre de 1977. Amb la seva creació aquesta institució va passar a controlar la gestió financera dels pressupostos de les Comunitats Europees, agrupant sota una mateixa organització els diferents òrgans de control de la Comunitat Econòmica Europea (CEE), la Comunitat Europea del Carbó i l'Acer (CECA) i la Comunitat Europea de l'Energia Atòmica (Euratom).
El Tractat de la Unió Europea de 1992 va definir el seu estatus legal i el va elevar al rang d'institució de ple dret.

## Funcions
Malgrat el seu nom, el Tribunal no té funcions judicials sinó que es tracta d'un organisme extern d'auditori. El paper principal d'aquest organisme és verificar si el pressupost de la Unió Europea (UE) s'ha aplicat correctament o, cosa que és el mateix, que els fons de la UE s'han gastat de forma legal i amb una bona gestió.
El tribunal actua comprovant la documentació de totes les persones que han tramitat qualsevol ingrés o despesa en el si de la Unió i porta a terme controls in situ. El tribunal està obligat a informar de qualsevol problema als tribunals judicials mitjançant la realització d'informes, uns informes que són realitzats de forma anual i general, així com en assumptes especials o específics sobre determinats organismes i qüestions. La decisió d'aquest Tribunal serveix de base per a les decisions de la Comissió Europea, arribant a suspendre, per exemple, els fons assignats per la Comissió en una regió determinada a l'observar-se un mal ús i gestió d'aquests béns comunitaris.
En aquest paper el Tribunal és un òrgan independent del poder polític, tot i que està en contacte amb altres institucions, com és el cas de l'estreta relació amb el Parlament Europeu, en el qual presenta anualment un informe sobre la situació de la gestió pressupostària en els organismes de la UE. A partir de la lectura d'aquest informe anual el Parlament decideix acceptar o no els Pressupostos decretats per la Comissió Europea, sent refusats els anys 1984 i 1999, en aquest últim cas fet que va comportar la dimissió en ple de la Comissió Santer.

## Composició
El Tribunal està integrat per un membre de cada Estat membre de la Unió Europea (UE) que són nomenats pel consell de la Unió Europea per a un període renovable de sis anys, prèvia consulta al Parlament Europeu. Els membres són escollits entre les persones que han prestat serveis a les institucions nacionals de control, que estan qualificats per al càrrec i la independència del qual està fora de tota dubte. Els membres del tribunal no poden exercir cap altra activitat professional en actiu. Pel fet de ser un cos independent lliure de decidir la seva pròpia organització i reglament, els seus reglament ha de ser ratificat pel consell de la Unió. Des del Tractat de Niça el Tribunal pot crear «sales específiques» per a aprovar determinats tipus d'informes o dictàmens.
El Tribunal compta amb el suport d'un personal d'aproximadament de 800 auditors, traductors i administradors. Les inspeccions tenen lloc no només de les institucions de la UE, sinó també en estats que reben fons de la UE en el qual el 90% dels ingressos i despeses són gestionats per les autoritats nacionals en lloc de la UE. Al determinar el Tribunal de Comptes un error en la gestió del pressupost, i donada la seva falta de competència legal, ha de donar un avís a l'Oficina de Lluita Contra el Frau (OLAF), que serà l'organisme que investigarà i empendrà les mesures a prendre.
El tribunal està assistit per un President i Secretari General, escollits pel mateix Tribunal. Aquest últim assegura la publicació dels informes en el Diari Oficial de la Unió Europea.

### President
El tribunal està presidit per un membre, escollit per un període renovable de tres anys. L'elecció es porta a terme per votació secreta dels membres que són candidats a aquest càrrec. Les funcions del President (que pot ser delegada) és la de convocar i presidir les reunions del Tribunal, assegurar que s'executin les decisions preses i es realitzi una bona gestió de l'organisme.
| Mandat                                                                          | President                | Estat         |
| 1977                                                                            | Norman Price             | Regne Unit    |
| 1977-1981                                                                       | Michael Murphy           | Irlanda       |
| 1981-1984                                                                       | Pierre Lelong            | França        |
| 1984-1990                                                                       | Marcel Mart              | Luxemburg     |
| 1990-1992                                                                       | Aldo Angioi              | Itàlia        |
| 1992-1996                                                                       | André Middelhoek         | Països Baixos |
| 1996-1999                                                                       | Bernhard Friedmann       | Alemanya      |
| 1999-2002                                                                       | Jan Olov Karlsson        | Suècia        |
| 2002-2005                                                                       | Juan Manuel Fabra Vallés | Espanya       |
| 2005-2008                                                                       | Hubert Weber             | Àustria       |
| 2008-2016                                                                       | Vítor Caldeira           | Portugal      |
| 2016-2022                                                                       | Klaus-Heiner Lehne       | Alemanya      |
| 2022-actualitat                                                                 | Tony Murphy              | Irlanda       |
| Font: «Presidents of the Court of Auditors». CVCE. [Consulta: 6 setembre 2021]. |                          |               |